# François de Waal

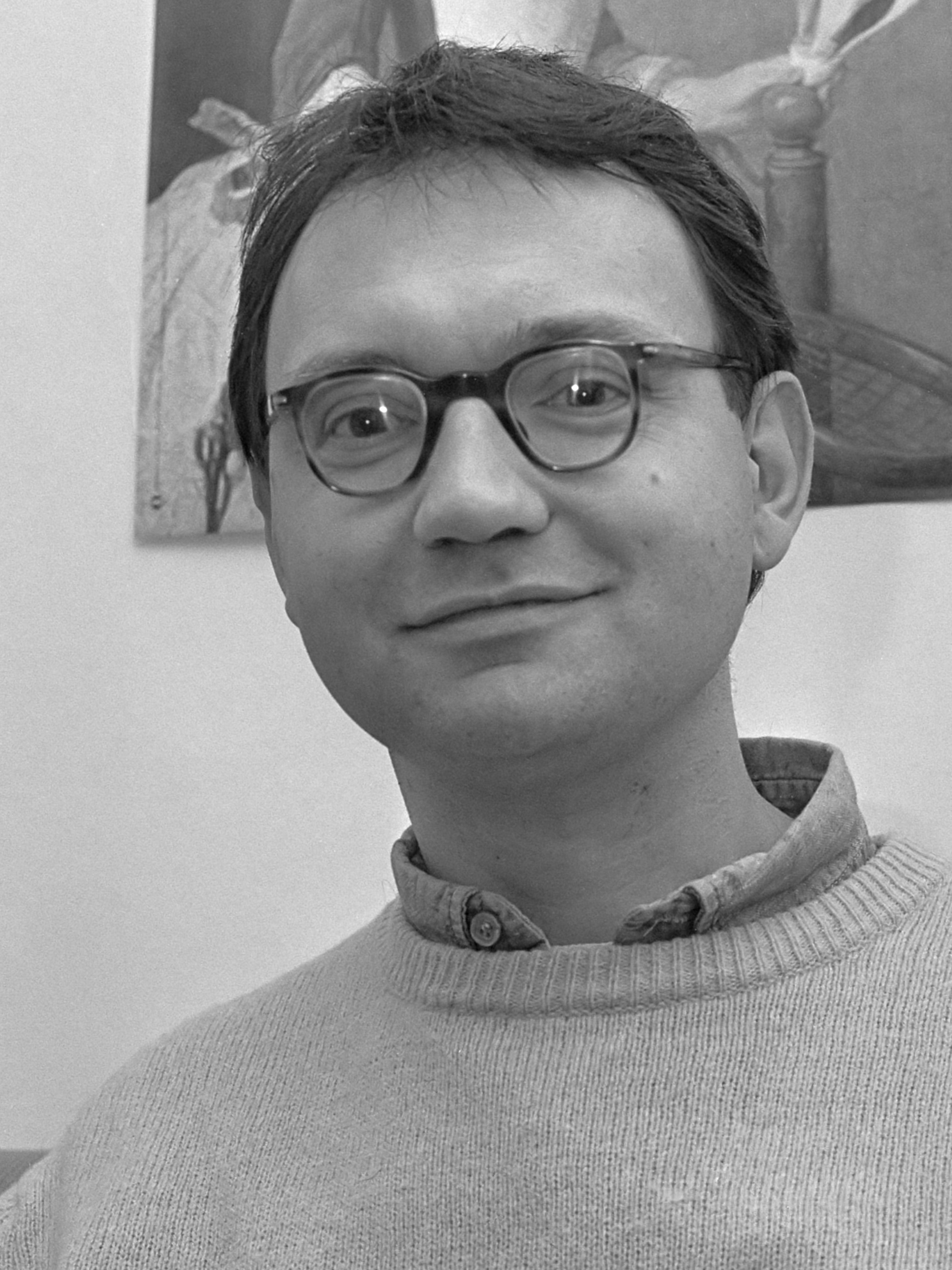
François de Waal (1986)

François de Waal (Amsterdam, 24 juni 1954) is een Nederlands journalist, televisiemaker en auteur. Van oorsprong is hij jurist (UvA en VU).
De Waal was hoofdredacteur van filmblad Skoop, filmrecensent van de Volkskrant, en filmmedewerker van Panorama. Hij werkte voor verscheidene televisieprogramma's als RUR en Glamourland, en voor presentatoren als Sonja Barend, Paul Haenen, Astrid Joosten, Bart Peeters, Pieter Jan Hagens, Martin Simek, Annemiek Schrijvers en Hella van der Wijst. Ook bedacht hij diverse televisieformats. Hij maakte verscheidene documentaires en schreef columns voor onder meer de VPRO-radio, Penthouse, Psychologie Magazine, Genoeg en nrc.next.
In zijn derde boek Vijftig manieren waarop ik mijn leven verpestte (2005) schrijft hij onder meer over hoe afzeikerig en cynisch hij vroeger was. Zo afzeikerig waren bijvoorbeeld zijn recensies/columns dat de Volkskrant hem ontsloeg nadat hij een experimentele kunstfilm van Johan van der Keuken had neergesabeld. Boos was hij dat een rechter hem tot een geldboete veroordeelde nadat hij beeldend kunstenaar Rob Scholte in een Penthouse-column had beledigd. Het boek werd vertaald in het Spaans, Russisch, Koreaans en Engels.
Tussen 2010 en 2017 werkte hij als jurist voor Slachtofferhulp Nederland.

## Publicaties
- Spiritualiteit is een cadeau (2008).
- Vijftig manieren waarop ik mijn leven verpestte en hoe jij dat kunt voorkomen (2005).
- Hoe vertel ik het mijn ouders? Ontboezemingen van 20 homoseksuele mannen en vrouwen (1993).
- Heimelijke Genoegens. 25 zonderlinge voorliefdes toevertrouwd aan François de Waal (1989).